# Laura Guzmán-Dávalos
Laura Guzmán-Dávalos (Ciudad de México, 7 de febrero de 1961) es una taxónoma, bióloga, liquenóloga, conservadora, profesora, micóloga, y botánica mexicana.

## Carrera
Nació en el Distrito Federal. Es Licenciada en biología por la Escuela Nacional de Ciencias Biológicas, I.P.N., maestra en ciencias (biología) por la Facultad de Ciencias, UNAM; y, doctora en Ciencias Biológicas por la misma casa de altos estudios, con mención honorífica.
Es profesora investigadora titular "C” y Jefa del Laboratorio de Micología, del Departamento de Botánica y Zoología, CUCBA, Universidad de Guadalajara.
Sus investigaciones se centran en la sistemática de macrohongos. Actualmente, trabaja con la filogenia del género Gymnopilus (Basidiomycota, Agaricales), y con doctorandos, las relaciones infragenéricas de los géneros Helvella (Ascomycota), y Psilocybe (hongos alucinógenos, Agaricales), con caracteres morfológicos y moleculares.
Ha realizado exploraciones micológicas, y liquenológicas por Bélgica, Dinamarca, Finlandia, Francia, Países Bajos, Noruega, España, Suecia, Suiza, Reino Unido, China, Colombia, Ecuador, Venezuela, Cuba, Guatemala, México, Estados Unidos.

## Algunas publicaciones
- edgar e. Padilla-Velarde, georgina Zarco-Velazco, laura Guzmán-Dávalos, ramón Cuevas-Guzmán. 2016. Primera contribución al conocimiento de macromicetes de la vertiente norte del cerro El Cípil, en la costa sur de Jalisco. Acta Botanica Mexicana 114: 137 - 167 resumen.

- m.g. Torres-Torres, l. Ryvarden, laura Guzmán-Dávalos. 2015. Ganoderma subgenus Ganoderma in Mexico. Revista Mexicana de Micología 41: 27 - 45.

- e.e. Padilla-Velarde, g. Zarco-Velazco, laura Guzmán-Dávalos, ramón Cuevas-Guzmán. 2014. Macromicetes de la vertiente norte del cerro El Cípil, en la costa sur de Jalisco. Acta Botanica Mexicana : .

- f. Landeros, j. Carranza, laura Guzmán-Dávalos. 2014. Registros nuevos del género Helvella (Fungi: Ascomycota) para Costa Rica. Revista Mexicana de Micología 39: 13 - 19.

- etelvina Gandara, laura Guzmán-Dávalos, Gastón Guzmán, olivia Rodríguez. 2013. Mycobiotic inventory of Tapalpa region, Jalisco, Mexico. Acta Botánica Mexicana 107: 165 - 185 resumen.

- f. Landeros, laura Guzmán-Dávalos. 2013. Revisión del género Helvella (Ascomycota: Fungi) en México. Revista Mexicana de Biodiversidad 3 - 20, DOI: 10.7550/rmb.31308.

- g. Guzmán, a. Cortés-Pérez, f. Ramírez-Guillén, m.r. Sánchez Jácome, laura Guzmán-Dávalos. 2013. An emendation of Scleroderma, new records, and review of the known species in Mexico. Revista Mexicana de Biodiversidad 173 - 191, DOI: 10.7550/rmb.31979.

- v. Ramírez-Cruz, g. Guzmán, a.r. Villalobos-Arámbula, a. Rodríguez, p.b. Matheny, m. Sánchez-García, laura Guzmán-Dávalos. 2013. Phylogenetic inference and trait evolution of the psychedelic mushroom genus Psilocybe sensu lato (Agaricales). Botany 91: 573 - 591.

- p.s. Silva, v. Ramírez-Cruz, a. Cortés-Pérez, g. Guzmán, laura Guzmán-Dávalos, r.m.b. Silveira. 2013. Deconica neorhombispora (Agaricales, Strophariaceae): new combination and synonym. Sydowia 65 (2): 321 - 328.

- v. Ramírez-Cruz, g. Guzmán, laura Guzmán-Dávalos. 2013. Type studies of Psilocybe sensu lato (Strophariaceae, Agaricales). Sydowia 65 (2): 277 - 319.

- m. Sánchez-García, j. Cifuentes, laura Guzmán-Dávalos. 2013. Melanolecua jaliscoensis Sánchez-García, Cifuentes & Guzm.-Dáv. sp. nov., in: Sánchez-García, M., J. Cifuentes-Blanco y P.B. Matheny. Revisión taxonómica del género Melanoleuca en México y descripción de especies nuevas. Revista Mexicana de Biodiversidad 111 - 127.

- f. Vega-Villasante, l.e. Ruiz-González, s.r. Guerrero-Galván, laura Guzmán-Dávalos. 2012. Evaluación de la toxicidad de Psilocybe cubensis (Agaricales, Strophariaceae) sobre Artemia franciscana (Anostraca, Artemiidae) como organismo modelo. Revista Iberoamericana de Micología 30 (1): 54 - 56.

- f. Landeros, t. Iturriaga, laura Guzmán-Dávalos. 2012. Type studies of Helvella (Pezizales) 1. Mycotaxon 119: 35 - 63.

- m.g. Torres-Torres, laura Guzmán-Dávalos. 2012. The morphology of Ganoderma species with a laccate surface. Mycotaxon 119: 201 - 216.
- -------------------------, ---------------------------, a. Melo Gugliotta. 2012. Ganoderma in Brazil: known species and new records. Mycotaxon 121: 93 - 132.

- m. Camacho, g. Guzmán, laura Guzmán-Dávalos. 2012. Pleurotus opuntiae (Durieu et Lév.) Sacc. (Higher Basidiomycetes) and other species related to Agave and Opuntia plants in Mexico – Taxonomy, distribution, and applications. International Journal of Medicinal Mushrooms 14 (1): 65 - 78.

- v. Ramírez Cruz, g. Guzmán, laura Guzmán-Dávalos. 2012. New combinations in the genus Deconica (Fungi, Basidiomycota, Agaricales). Sydowia 64 (2): 217 - 219.

- m.r. Sánchez-Jácome, laura Guzmán-Dávalos. 2011. Hongos citados para Jalisco, II. Ibugana 16: 25 - 60.

- o. Rodríguez, a. Galván-Corona, a.r. Villalobos-Arámbula, a. Rodríguez, laura Guzmán-Dávalos. 2010. A new species of Pluteus (Pluteaceae, Agaricales) from Mexico. Mycotaxon 112: 163 - 172.

- ----------------, m. Herrera-Fonseca, m.r. Sánchez-Jácome, i. Álvarez, r. Valenzuela, j. García, laura Guzmán-Dávalos. 2010. Catálogo de la micobiota del Bosque La Primavera, Jalisco. Revista Mexicana de Micología 32: 29 - 40.

- isela Álvarez, laura Guzmán Dávalos. 2009. Flavopunctelia y Punctelia (Ascomycetes liquenizados) de Nueva Galicia, México. Revista Mexicana de Micología 29: 15 - 29.

- laura Guzmán-Dávalos, a. Ortega, m. Contu, a. Vizzini, a. Rodríguez, a.r. Villalobos-Arámbula, a. Santerre 2009. Gymnopilus maritimus (Basidiomycota, Agaricales), a new species from coastal psammophilous plant communities of northern Sardinia, Italy, and notes on G. arenophilus. Mycological Progress 8: 195 - 205.

- o. Rodríguez, a. Galván-Corona, a.r. Villalobos-Arámbula, g. Vargas, laura Guzmán-Dávalos. 2009. Pluteus horakianus, a new species from Mexico, based on morphological and molecular data. Sydowia 61 (1): 41 - 56.

- i. Álvarez, laura Guzmán-Dávalos. 2009. Flavopunctelia y Punctelia (Ascomycetes liquenizados) de Nueva Galicia, México. Revista Mexicana de Micología 29: 15 - 29.

- m.g. Torres-Torres, laura Guzmán-Dávalos, a.r. Villalobos-Arámbula 2009. Metodología para la extracción de ADN de material de herbario de Ganoderma (Fungi, Basidiomycetes). Investigación, Biodiversidad y Desarrollo (Revista Institucional de la Universidad Tecnológica del Chocó, Colombia) 28 (2): 186 - 189.

- --------------, ---------------------, l. Ryvarden. 2007. New data and localities for Navisporus in America. Mycotaxon 100: 319 - 326.

- s.a. Redhead, j.m. Moncalvo, r. Vilgalys, p.b. Matheny, laura Guzmán-Dávalos, g. Guzmán. 2007. (1757) Proposal to conserve the name Psilocybe (Basidiomycota) with a conserved type. Taxon 56 (1): 255 - 257.

o. Rodríguez, laura Guzmán-Dávalos. 2007. Nuevos registros de Pluteus Fr. (Basidiomycetes, Agaricales, Pluteaceae) en México. Acta Botánica Mexicana 80: 21 - 39.

### Libros
- g. Guzmán, laura Guzmán Dávalos. 1992. A checklist of the Lepiotaceous Fungi. Koeltz, Champaign. 216 p. il. ISBN 3874293297 ISBN 1878762222

### Cap. de libros
- laura Guzmán-Dávalos, i. Álvarez Barajas. 2014. Hongos y líquenes como bioindicadores y micorremediación. In: González Zuarth, C.A., A. Vallarino, J.C. Pérez Jiménez y A.M. Low Pfeng (eds.) Bioindicadores: guardianes de nuestro futuro ambiental. Instituto Nacional de Ecología y Cambio Climático (INECC) y El Colegio de la Frontera Sur (ECOSUR), México, D.F. ISBN 978-607-8429-05-9

- ---------------------------. 2011. Sistemática: contar patas o algo más. En: Parada Barrera et al. Tópicos de Actualización en Ciencias Biológicas y Ambientales. Biólogos Colegiados de Jalisco, A.C. y Universidad de Guadalajara, Guadalajara, Jal.

- ---------------------------. 2009. Lista preliminar de los hongos del Bosque Los Colomos, Guadalajara, Jalisco, México. En: Anaya-Corona, M., O.M. Cordero Viramontes, A.I. Ramírez Quintana-Carr y J.J. Guerrero-Nuño (eds.) Bosque Los Colomos, Guadalajara: una visión integral para su conservación. Patronato Bosque Los Colomos, Guadalajara. 357 p.

- ---------------------------. 2002. Tropical brown and black-spored Mexican agarics with particular reference to Gymnopilus. En: Watling, R., J. C. Frankland, A. M. Ainsworth, S. Isaac, C. Robinson (eds.) Tropical Mycology, v. 1 Macromycetes. CAB International, Wallingford.

- o. Rodríguez, laura Guzmán-Dávalos, i. Álvarez, l. Villaseñor. 2000. Hongos. En: Vázquez G., J. A., J. J. Reynoso D., Y. Vargas R., H. G. Frías U. (eds.) Jalisco - Costa Norte: Patrimonio ecológico, cultural y productivo de México. Instituto de Botánica y Unidad Multimedia, CUCBA, Universidad de Guadalajara, 315 p. ISBN 968-895-942-1

- t. Ahti, laura Guzmán-Dávalos. 1998. Cladonia jaliscana, a new lichen species from Mexico. En: Glenn, M. G., R. C. Harris, R. Dirig, M. C. Cole (eds.) Lichenographia Thomsoniana: North American Lichenology in Honor of John W. Thomson. Mycotaxon Ltd. Ithaca.

### Reseña de libros
- laura Guzmán-Dávalos. 2007. Nuevo Diccionario Ilustrado de Micología. Por Miguel Ulloa & Richard T. Hanlin, 2006. American Phytopathological Society Press, 3340 Pilot Know Road, St Paul, MN 55121, USA, p. 672, figs 1766 ISBN 0-89054-341-0, ISBN 978-0-89054-341-2. Mycotaxon 102: 431 - 434.

## Honores

### Membresías[9]
- Sociedad Botánica de México.
- del Comité Ejecutivo de la International Mycological Association
- International Association for Plant Taxonomy (IAPT).
- American Society of Plant Taxonomists (ASPT).

- La abreviatura «Guzm.-Dáv.» se emplea para indicar a Laura Guzmán-Dávalos como autoridad en la descripción y clasificación científica de los vegetales.[12]